# 渡会良
渡会 良（わたらい りょう、1955年5月27日 - ）は、山形県出身の俳優。本名・旧芸名は渡会 良彦。身長173cm。体重65kg。血液型はA型。エ・ネスト所属。以前は劇団青年座、宝井プロジェクト、オフィス七月に所属していた。
宮田章司門下として江戸売り声でボーイズ・バラエティ協会に所属している。

## 出演

### 映画
- マルサの女2（1988年） - 査察官 役
- 帝都大戦（1988年）
- 行き止まりの挽歌（1988年）
- 劇場版 超星艦隊セイザーX 戦え!星の戦士たち（2005年） - 国防省の幹部 役

### テレビドラマ
- 相棒 Season 8 第14話「堕ちた偶像」（2010年） - 石堂道隆 役
- ウルトラシリーズ
  - ウルトラマンティガ 第32話「ゼルダポイントの攻防」（1997年） - TPC隊員 役
  - ウルトラマンダイナ 第20話「少年宇宙人」（1998年） - みのっちの父 役
- 艶歌・旅の終りに
- おヒマなら来てよネ!
- 女と愛とミステリー ミイラが呼んでいる
- 家栽の人
- 仮面ライダーBLACK
  - 第24話「女子大生の悪夢」（1988年） - アベックの男 役
  - 第41話「あぶない時間泥棒」（1988年）
- 火曜ミステリー劇場 遠い国からの訪問者 夫が他の女に産ませた子と間違えられてわが子を誘拐された妻の場合
- 監察医・室生亜季子22「指紋〜通り魔事件の第三の被害者は何をやってもツキのない女〜」（1997年5月6日、NTV系／東映） - 桜沢（山形県警察の刑事） 役
- 北アルプス山岳救助隊・紫門一鬼4
- さすらい刑事旅情編IV
- さすらい署長 風間昭平3
- さよなら李香蘭
- 3年B組金八先生スペシャルIX
- 事件1
- 水曜ミステリー9 内田康夫サスペンス 多摩湖畔殺人事件（テレビ東京、2012年）
- 過ぎし日のセレナーデ
- 西部警察 PART-II
- 名無しの探偵7
- はぐれ刑事純情派XII
- 挽歌
- ハングマンGOGO
- 万歳! 奇蹟の赤ちゃん出産 看護婦青春物語
- 百年の物語 第1夜
- 炎の警備隊長・五十嵐杜夫2
- 炎立つ
- 世にも奇妙な物語
- 琉球の風 DRAGON SPIRIT
- 別れぬ理由

### 舞台
- 川中美幸公演 引越大名
- 北大路欣也公演
- 武田鉄矢公演 母に捧げるバラード
- 近松心中物語 ※デビュー作[1]
- ハムレット
- 氷川きよし公演
- HIMIKO
- 舟木一夫公演